# Victor Verschueren
Victor Abel Verschueren (ur. 19 kwietnia 1893, zm. ?) – belgijski bobsleista, brązowy medalista zimowych igrzysk olimpijskich w Chamonix w czwórkach.
Na igrzyskach w Chamonix brał udział także w rywalizacji hokeistów, zajmując z reprezentacją Belgii 7. miejsce.